# Cantón de Le Quesnoy-Este
El cantón de Le Quesnoy-Este era una división administrativa francesa, que estaba situada en el departamento de Norte y la región de Norte-Paso de Calais.

## Composición
El cantón estaba formado por catorce comunas, más una fracción de la comuna que le daba su nombre:
- Beaudignies
- Englefontaine
- Ghissignies
- Hecq
- Jolimetz
- Le Quesnoy (fracción)
- Locquignol
- Louvignies-Quesnoy
- Neuville-en-Avesnois
- Poix-du-Nord
- Potelle
- Raucourt-au-Bois
- Ruesnes
- Salesches
- Vendegies-au-Bois

## Supresión del cantón de Le Quesnoy-Este
En aplicación del Decreto nº 2014-167 de 17 de febrero de 2014, el cantón de Le Quesnoy-Este fue suprimido el 22 de marzo de 2015 y sus 15 comunas pasaron a formar parte del nuevo cantón de Avesnes-sur-Helpe.